# Doriot, Flandrin et Parant

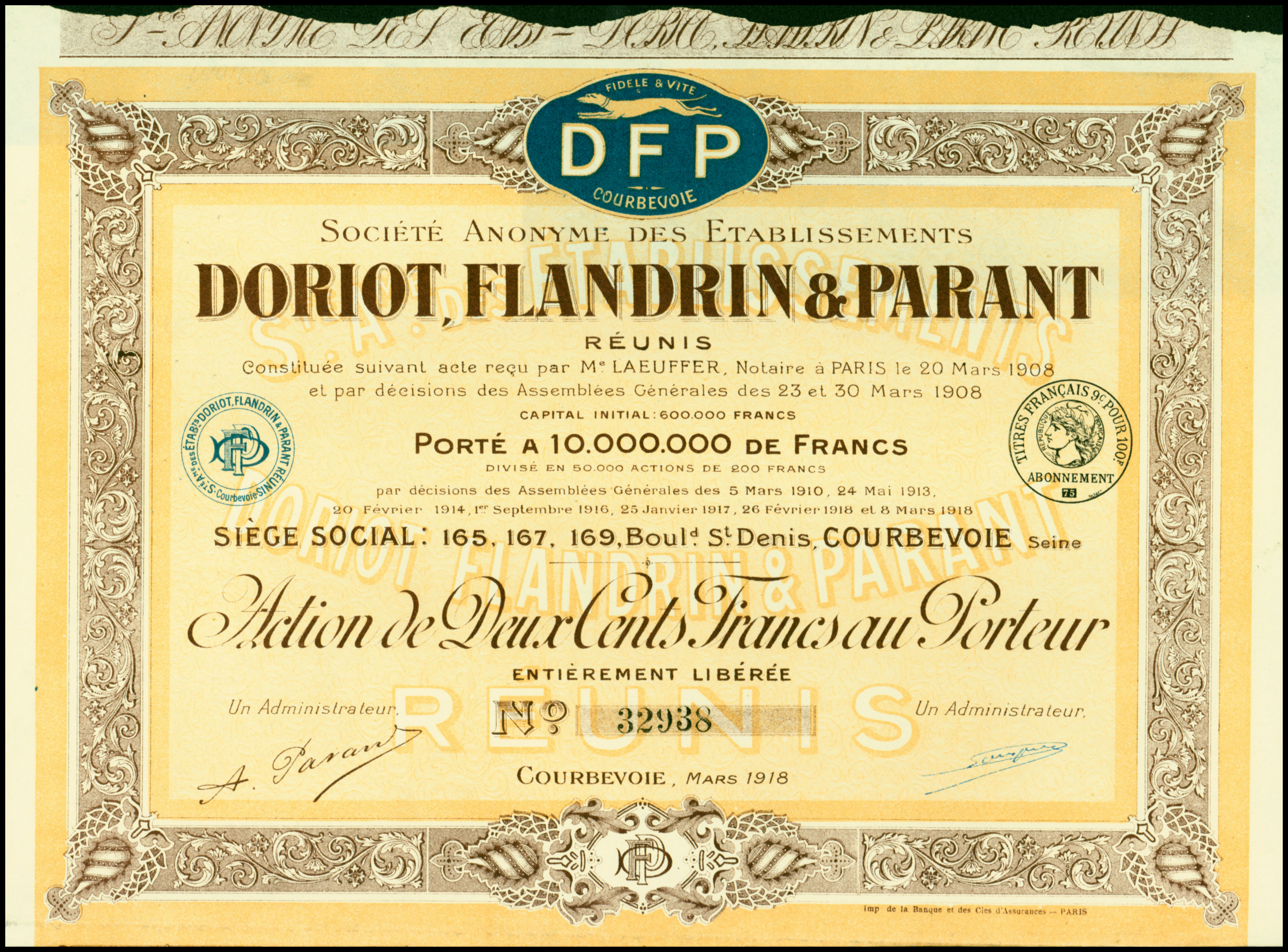
Aktie über 200 Francs der SA des Etablissements Doriot, Flandrin & Parant vom März 1918

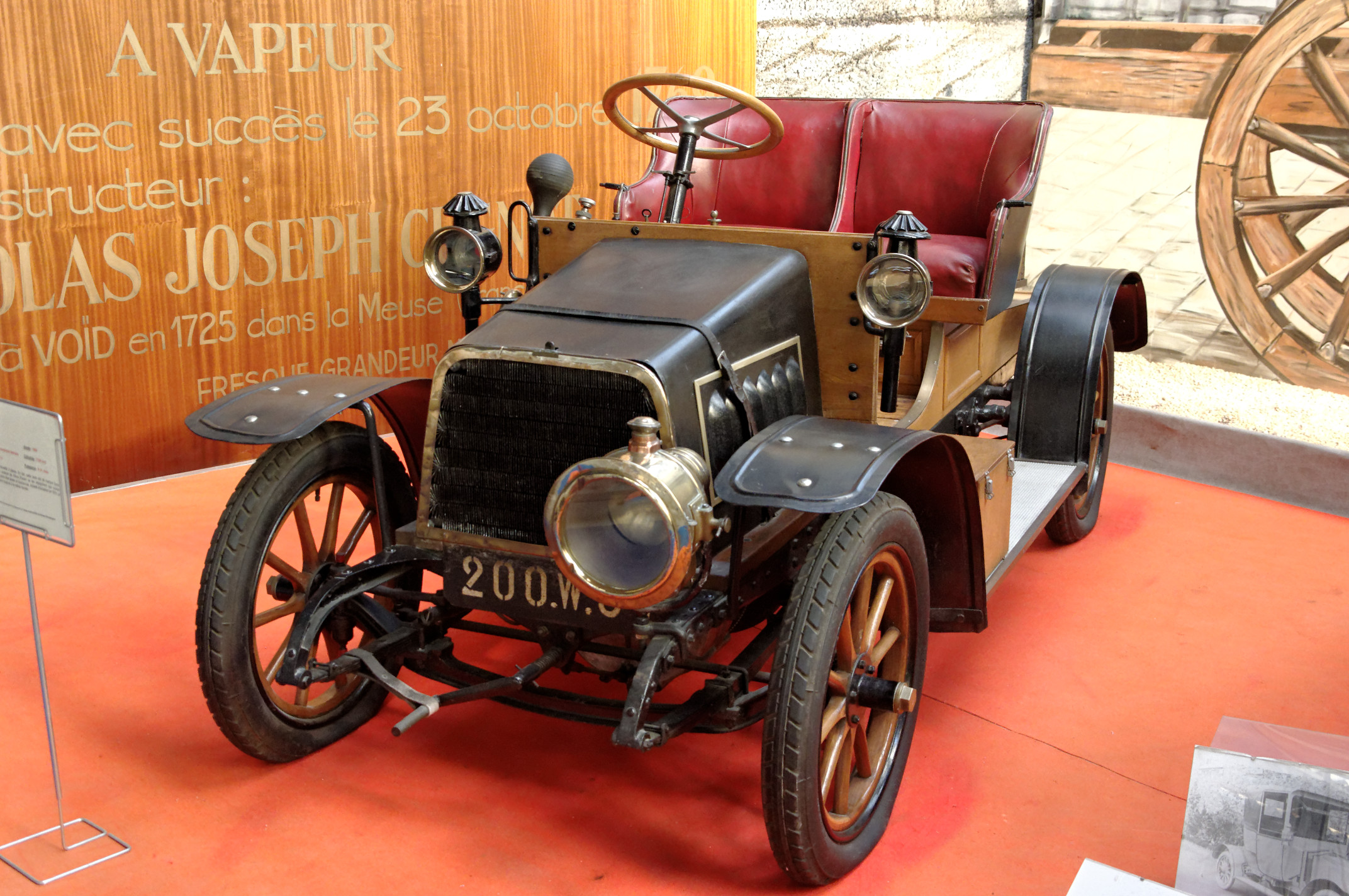
DFP von 1908

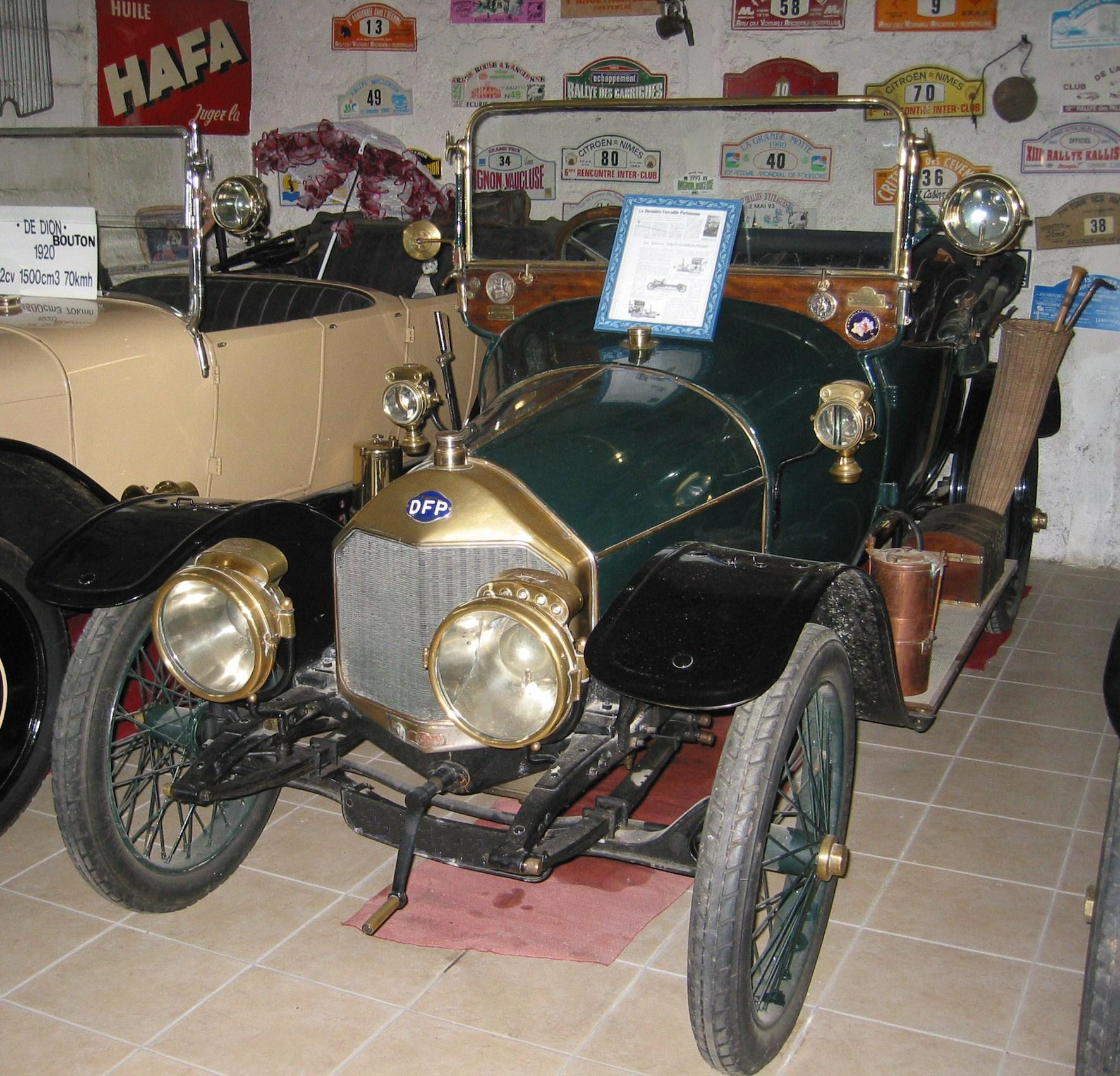
DFP, angeblich von 1908

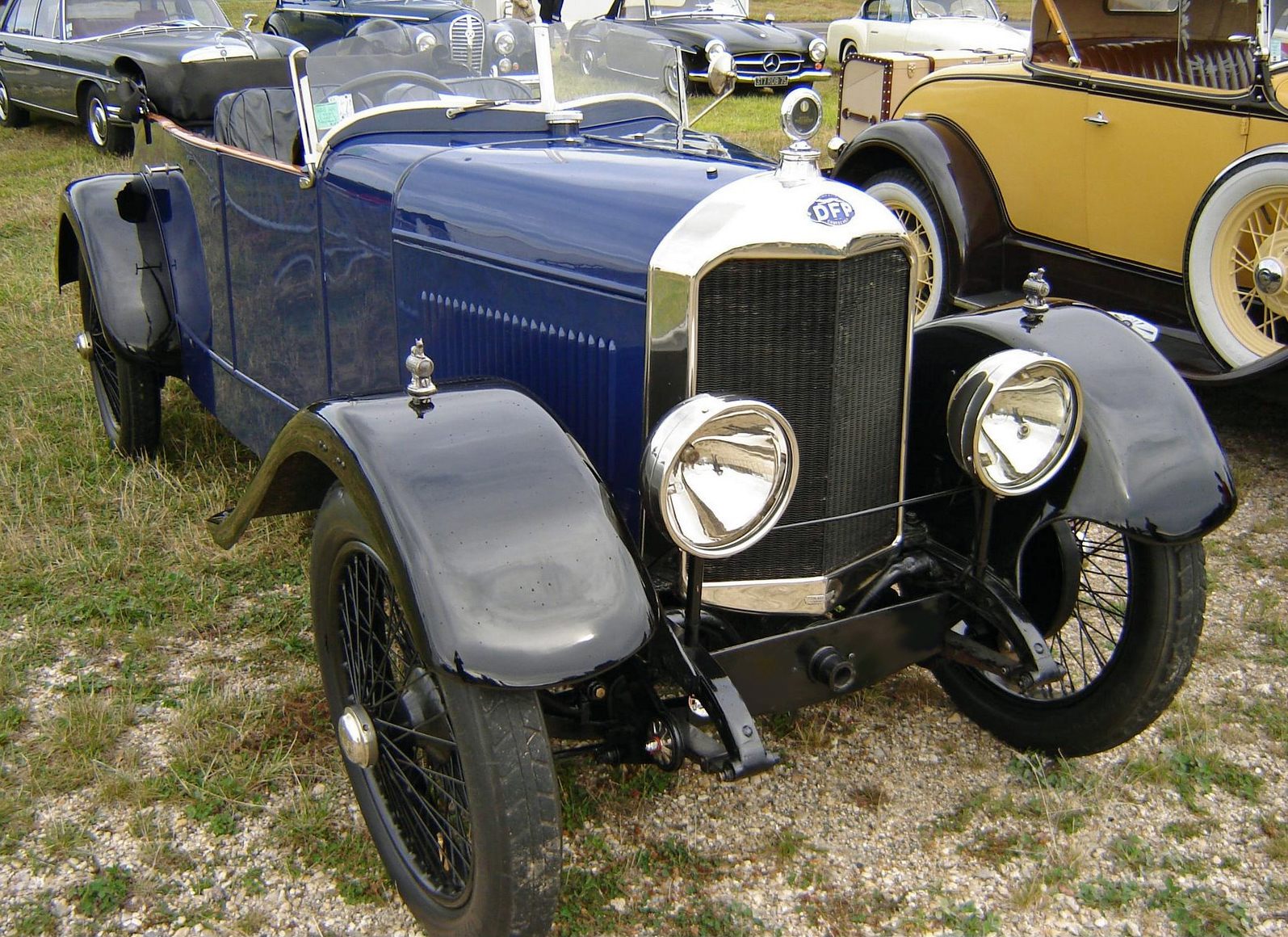
DFP von 1924

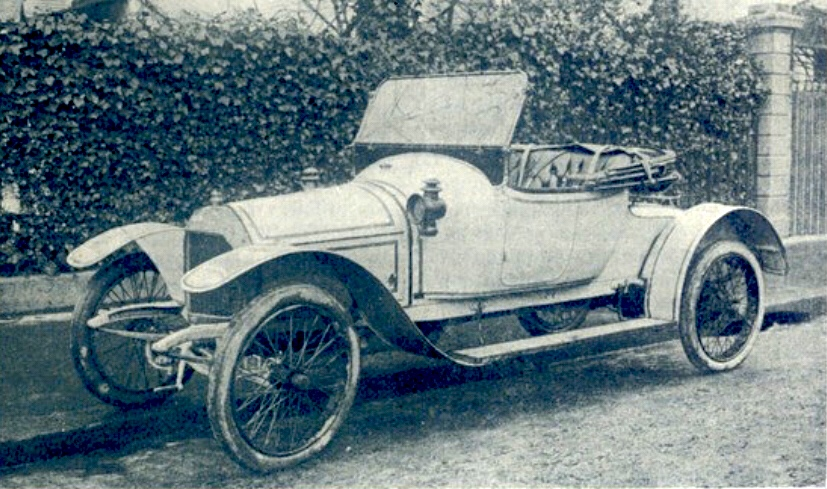
DFP 10 HP um 1913

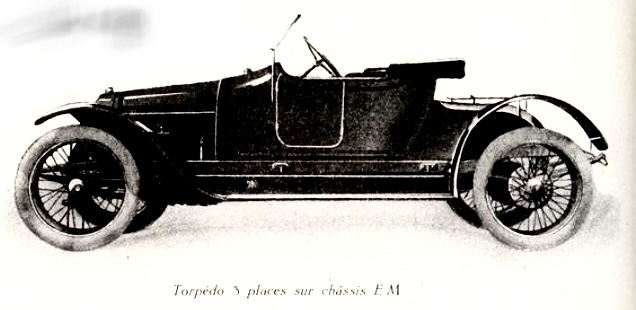
DFP 10/14HP um 1919

Doriot, Flandrin et Parant war ein französischer Automobilhersteller.

## Unternehmensgeschichte
1908 gründeten die ehemaligen Peugeot-Mitarbeiter Auguste Doriot und Ludovic Flandrin, die zuvor das Unternehmen Doriot-Flandrin leiteten, zusammen mit den Brüdern Alexandre und Jules-René Parant das neue Unternehmen Doriot, Flandrin et Parant in Courbevoie. Der Markenname lautete DFP. Nach dem Ersten Weltkrieg konnte das Unternehmen die vorherigen Verkaufserfolge nicht wiederholen. Aufgrund finanzieller Schwierigkeiten endete 1926 die Produktion, Voiturettes Th. Lafitte übernahm das Unternehmen.

## Fahrzeuge
Bis 1910 standen noch Modelle mit Einzylindermotoren im Programm, die den Modellen von Doriot-Flandrin entsprachen. Dazu kamen neue Modelle mit Vierzylinder-Einbaumotoren von Chapuis-Dornier mit wahlweise 2400 cm³ oder 2800 cm³ Hubraum. 1910 folgte das kleinere Vierzylindermodell 10/12 CV mit 1592 cm³ Hubraum mit 65 mm Bohrung und 120 mm Hub. Dieser Motor mit seitlichen Ventilen kam ebenfalls von Chapuis-Dornier. Das Getriebe hatte 4 Gänge. Der Radstand betrug 2930 mm. Die Bereifung hatte eine Größe von 760 × 90. Der Preis in Frankreich lag bei 6000 Franc ohne Bereifung. 1911 stand auch das wenig erfolgreiche Modell 25/30 CV mit einem Sechszylindermotor mit 3617 cm³ Hubraum im Sortiment. 1912 begann die Produktion eigener Motoren. Der 10/14 CV Type A hatte einen Hubraum von 2001 cm³ mit einer Bohrung von 70 mm und einem Hub von 130 mm. Die maximale Leistung wurde bei 1200/min erreicht. Das Fahrzeug hatte ein Vierganggetriebe. Das Chassis hatte die Typenbezeichnung E.M. und wog 650 kg. Die Bereifung hatte die Größe 765 × 105. Der Radstand betrug 2900 mm und die Spurweite 1250 mm. Das Fahrzeug gab es mit Torpedokarosserie mit 4 Sitzplätzen für 14500 Franc oder als Dreisitzer für 14300 Franc. Der 12 HP hatte einen Hubraum von 1847 cm³ mit einer Bohrung von 70 mm und einem Hub von 120 mm. Das Getriebe hatte vier Gänge.
Ab 1919 kamen zunächst Einbaumotoren von Altos und Sergant, später auch von CIME, zum Einsatz. Erst 1923 entstanden wieder eigene Motoren.